# Friedrich Metz
Friedrich Metz (* 8. März 1890 in Karlsruhe; † 24. Dezember 1969 in Freiburg im Breisgau) war ein deutscher Geograph und Landeskundler.

## Leben
Friedrich Metz wuchs in Bruchsal auf. Er studierte Geographie, Geschichte und Volkswirtschaft sowie deutsche Sprache und Literatur an den Universitäten Heidelberg und Leipzig. Die Geographen Alfred Hettner und Joseph Partsch sowie der Nationalökonom Eberhard Gothein hatten als akademische Lehrer besonderen Einfluss auf Metz. Zudem hat Metz Werke von Wilhelm Heinrich Riehl und Friedrich Ratzel studiert, die auf sein Denken einwirkten.
Metz wurde 1913 in Heidelberg mit einer Arbeit zur Siedlungsgeographie des Kraichgaus bei Alfred Hettner promoviert. Im Ersten Weltkrieg diente er an der West- und Ostfront, teilweise in Verbänden Österreich-Ungarns. Anschließend war er im Siedlungsreferat des Arbeitsministeriums und als Regierungsrat im Statistischen Landesamt in Karlsruhe tätig.
Er habilitierte sich an der Technischen Hochschule Karlsruhe und war anschließend Hochschullehrer an den Universitäten in Leipzig und in Innsbruck. In Leipzig war Metz zugleich Schriftführer der „Stiftung für deutsche Volks- und Kulturbodenforschung“. Zum 15. April 1933 trat er der österreichischen NSDAP bei (Mitgliedsnummer 1.604.506). Nach dem Verbot der NSDAP wurde er 1934 wegen seiner NS-Aktivitäten als Professor der Universität Innsbruck entlassen und kehrte ins Deutsche Reich zurück, wo er an der Universität Erlangen einen Lehrstuhl erhielt. Seit 1935 war er Professor an der Universität Freiburg und von 1936 bis 1938 Rektor der Universität. Das Rektorat musste er nach Konflikten mit dem NSDStB und der Kreisleitung der NSDAP im März 1938 niederlegen. Daneben wurde er Leiter der Abteilung „Grenz- und Auslandsdeutschtum“ in der Reichsarbeitsgemeinschaft für deutsche Volksforschung der DFG. Seit 1938 war Metz auch Leiter des Alemannischen Instituts. Von 1936 bis 1943 leitete Metz die Hochschularbeitsgemeinschaft für Raumforschung an der Universität Freiburg.
Metz diente als Mittelsmann des regimenahen Hamburger Mäzens Alfred Toepfer für das südwestdeutsche Grenzgebiet. Als Leiter des Alemannischen Instituts, welches in den Nachrichtenverbund des Reichssicherheitshauptamts der SS gegen die Schweiz integriert war, propagierte er „völkische“ Forschungen bezogen auf den „alemannischen Raum“ vom Oberrhein bis zum Vorarlberg und dem Monte-Rosa-Massiv. Metz war zugleich Präsident der Johann-Wolfgang-Goethe-Stiftung Toepfers, damals in Freiburg, welche die volksdeutschen Preise der Goethe-Stiftung während der Zeit von 1935 bis 1945 vergab. Ihm oblag es, im Auftrag des „Herrn Hoffmann aus Hamburg“ die Kontakte zu nationalsozialistischen Schweizern herzustellen.
Nach dem Ende des Zweiten Weltkriegs wurde Metz wegen seiner Nähe zum Nationalsozialismus auf Initiative der französischen Verwaltung als Professor an der Universität Freiburg vom Dienst suspendiert. Die Entnazifizierung und Rehabilitierung von Metz durchlief mehrere Stufen: Zunächst wurde Metz von der universitären Reinigungskommission im Januar 1946 vollständig entlastet und seine Wiedereinstellung wurde gefordert. Dennoch bestätigte die französische Militärregierung im Oktober 1946 seine Suspendierung und sicherte ihm eine Teilpension zu. Die Spruchkammer Freiburg stufte Metz als „entlastet“ ein (3. Juni 1948), worauf die französische Militärregierung am 9. Oktober 1948 Einspruch einlegte und dies mit seinem Engagement für den Nationalsozialismus in Österreich und seiner Unterstützung von Hitlers Expansionismus begründete. Das Urteil der Spruchkammer Freiburg vom 30. März 1951 sah Metz nicht mehr als entlastet an, stellte das Verfahren dennoch wegen erwiesener „Unschuld“ ein, womit eine Wiederberufung auf seinen Lehrstuhl möglich war. Metz’ nationalsozialistische Vergangenheit wurde in den darauffolgenden Jahren sowohl an der Universität Freiburg als auch in der Öffentlichkeit diskutiert und über seine Wiederberufung wurde selbst im badischen Landtag debattiert. Letztlich erhielt Metz 1953 seinen Lehrstuhl für Geographie an der Universität Freiburg zurück und wurde dort Leiter des neu gegründeten Geographischen Instituts. Außerdem übernahm er 1951 wieder die Leitung des Alemannischen Instituts und war ebenfalls seit 1951 wieder Vorsitzender der neu gegründeten Freiburger Geographischen Gesellschaft, deren Vorsitz er bereits von 1936 bis 1945 innehatte. Der Verein für Geschichte des Bodensees und seiner Umgebung ernannte ihn 1957 zum Ehrenmitglied. 1958 wurde Metz emeritiert.
Metz hatte zwei Söhne. Rudolf Metz (1923–1991) war Privatdozent für Mineralogie und Geologie an der Universität Karlsruhe und hat mehrere Bücher unter anderem zur Geologie und Landeskunde des Nordschwarzwaldes und des Hotzenwaldes verfasst. Gerhard Metz (1927–2013) war Privatdozent an der Universität Freiburg und Chefarzt am Kreiskrankenhaus Emmendingen.

## Schriften
- Der Kraichgau. 2. vollst. umgearb. Aufl. G. Braun, Karlsruhe 1922.
- Probleme des deutschen Westens, eine Aufsatzfolge. Im Auftrag des Verbandes deutscher Geschichtslehrer. Berlin 1929.
- Die elsässische Kulturlandschaft. In: Elsaß-Lothringen. Heimatstimmen, Jg. 7 (1929), Heft 4, S. 233–241.
- Baden als Oberrheinland. E. Runge, [Berlin-Neutempelhof] 1935.
- Der Oberrhein und das Elsass. 2. verb. Aufl. Verlag Grenze und Ausland, Berlin 1941.
- Rheinschwaben. F. H. Kerle, Heidelberg 1948.
- Ländergrenzen im Südwesten. Verlag des Amtes für Landeskunde, Remagen 1951 (Forschungen zur Deutschen Landeskunde; 60).
- Vorderösterreich. Eine geschichtliche Landeskunde. / Hrsg. Alemannisches Institut unter Leitung von Friedrich Metz. Rombach, Freiburg 1958; 2., erw. und verb. Aufl. 1967; 3. Aufl. 1977.
- als Hg.: Vorarlberg. Landschaft, Kultur, Industrie. [2. erweiterte Aufl.] J. Thorbecke, Konstanz 1961.